# Since I've Been Loving You
«Since I've Been Loving You» es una canción de blues rock del disco Led Zeppelin III del grupo Led Zeppelin, editado en 1970. El tema fue grabado un año antes, en 1969, en principio para que formara parte del anterior álbum, Led Zeppelin II. Sin embargo, fue finalmente reemplazado por "Whole Lotta Love".
Esta fue una de las primeras canciones preparadas para el disco Led Zeppelin III. John Paul Jones tocó el órgano Hammond en la canción, usando los bass pedals para el bajo. Fue la única pista del tercer álbum que la banda había interpretado previamente a las sesiones de grabación, pero fue reportada como la más difícil de grabar. Una historia cuenta que Jimmy Page fue a tomar un descanso después de muchos intentos fallidos de grabar el solo. Aparentemente se veía incapaz de encontrar el tono que estaba buscando. Sentado fuera del área de grabación vio un amplificador viejo y desenchufado (según los expertos era un Supro Thunderbolt 1965), que fue el que utilizó para grabar el solo de un solo intento, y fue el que quedó definitivamente en la canción que escuchamos hoy en día. Terry Manning, un ingeniero de sonido lo llamó "El mejor solo de guitarra de rock n roll de todos los tiempos".
El estribillo está fuertemente influenciado por la canción de Moby Grape "Never" (de su álbum de 1968, Grape Jam). Moby Grape fue una de las bandas favoritas de Robert Plant. Además, la introducción de la canción es idéntica a la de "New York City Blues", una canción de la banda anterior de Page, The Yardbirds.
Esta es una de las pocas canciones en la cual se puede oír el chirrido del pedal del bombo de John Bonham en el estudio, siendo otras "The Ocean" y "The Rain Song", de Houses of the Holy (1973), "Ten Years Gone", de Physical Graffiti (1975) y "Bonzo's Montreux", de Coda (1982).
Page y Plant grabaron una versión de la canción en 1994, editada en su álbum No Quarter. Plant también usó una muestra de ésta en su canción en solitario "White, Clean and Neat". Jason Bonham, hijo de John Bonham, también grabó una versión y la editó en su álbum In the Name of My Father - The Zepset (1997).Corinne Bailey Rae cantó una versión en vivo de "Since I've Been Loving You" en su BBC One Sessions en el 2006.
En aspectos musicales podemos decir que es un blues en Do menor, en un tempo moderado, y una intensidad que no deja de crecer hasta el apoteósico final (que Robert Plant repite aumentando una octava más). El solo de guitarra es asimismo una  composición de carácter menor, rico en saturación (overdrive), que aporta mucha intensidad y sentimiento, y no carente de las enrevesaciones rítmicas que implica el sello de Jimmy Page.